# Graberec
Graberec is een plaats in de gemeente Dubrava in de Kroatische provincie Zagreb. De plaats telt 226 inwoners (2001).